# 尼古拉·伊萬諾維奇·皮羅戈夫
尼古拉·伊萬諾維奇·皮羅戈夫（羅馬化：Nikolay Ivanovich Pirogov；1810年11月25日—1881年12月5日），帝俄科学家、医生、教育家、公众人物，俄罗斯科学院通讯院士，是俄罗斯最知名的医生之一。野外手术创始人。

## 生平

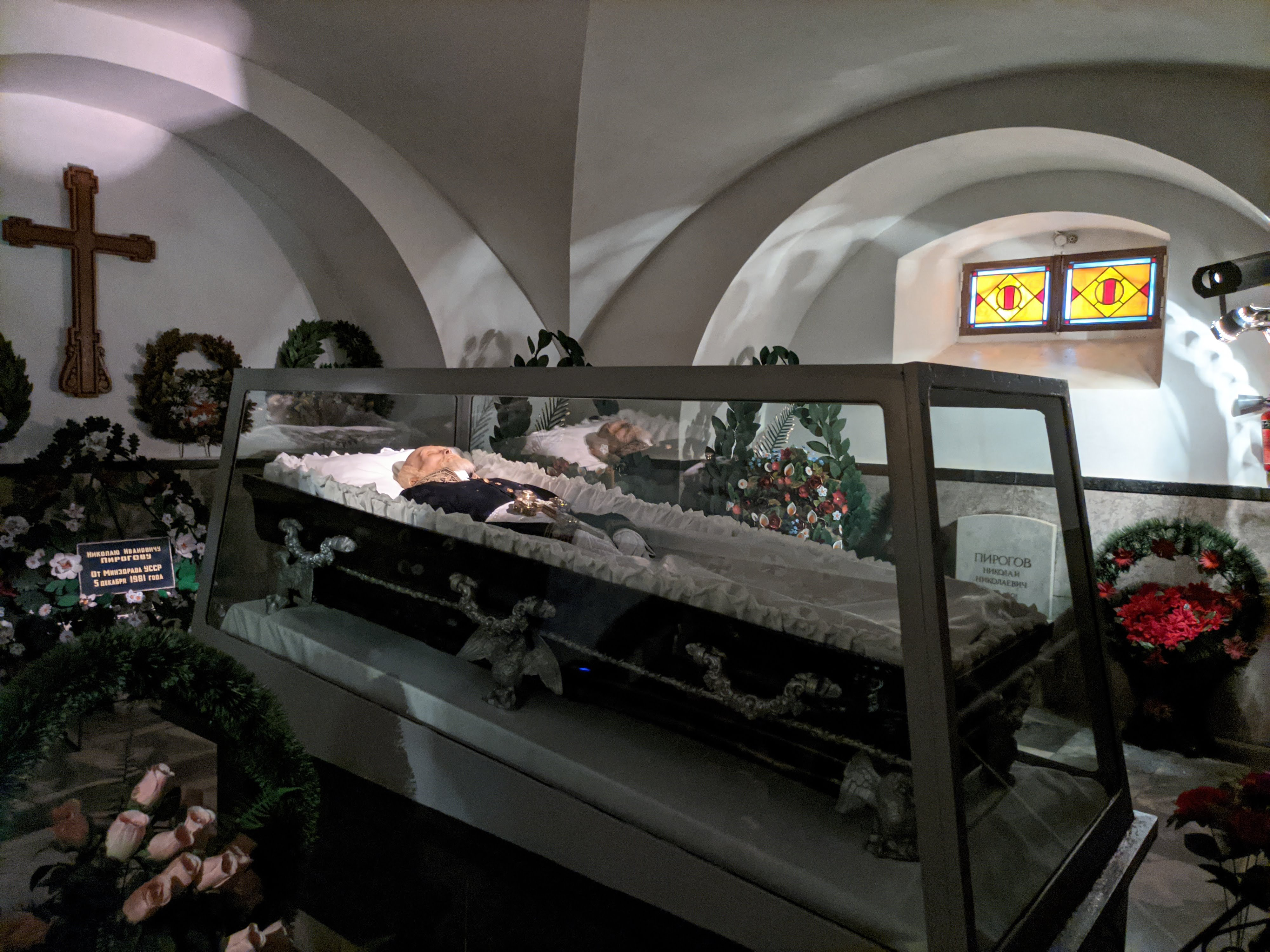
烏克蘭文尼察的一間東正教教堂地下墓室保存著經過防腐處理的皮罗戈夫遺體。

1810年出生于俄罗斯帝国莫斯科，毕业于莫斯科帝国大学和是第一位在野外手术中使用麻醉的外科医生（1847年），并且是欧洲第一批使用乙醚麻醉的外科医生。他因开发各种外科手术方式而著称，并发明了石膏模型治疗骨折的技术。